# کروکودیل داندی
کروکودیل داندی (انگلیسی: Crocodile Dundee) فیلمی در ژانر کمدی رمانتیک به کارگردانی پل هوگان است که در سال ۱۹۸۶ منتشر شد. از بازیگران آن می‌توان به لیندا کازلاوسکی، پل هوگان، دیوید گالپیلیل، جان میلون و رجینالد ول‌جانسون اشاره کرد.
فیلم‌های کروکودیل داندی ۲ و کروکودیل داندی در لس آنجلس دنباله این فیلم است.

## داستان
سو چارلتون، خبرنگار ویژهٔ روزنامهٔ پدرش به نام نیوزدی است و با ریچارد میسون، سردبیر روزنامه، رابطه دارد. او برای تهیهٔ گزارشی به واک‌اباوت کریک، شهری کوچک در قلمرو شمالی استرالیا، سفر می‌کند تا با مایکل جی. «کروکودیل» دانـدی، یک بوشمن دیدار کند؛ کسی که گفته می‌شود در حملهٔ یک تمساح آب‌شور نیمی از پایش را از دست داده و پس از آن صدها مایل را خزیده تا نجات یابد.
وقتی سو به واک‌اباوت کریک می‌رسد، نمی‌تواند دانـدی را پیدا کند، اما شریک کاری‌اش، والتر «والی» رایلی، در میخانهٔ محلی از او پذیرایی می‌کند. شب‌هنگام دانـدی از راه می‌رسد و سو متوجه می‌شود که او پایش را از دست نداده، بلکه جای زخمی بزرگ روی پایش دارد که خودش آن را «نیش عشق» می‌نامد. هنگام رقص سو با دانـدی، گروهی از شکارچیان شهری کانگورو، دانـدی را به خاطر ادعای شکارچی تمساح بودن مسخره می‌کنند و او با یک ضربه، رهبر آن‌ها را نقش زمین می‌کند.
در آغاز، سو دانـدی را به آن اندازه «افسانه‌ای» که درباره‌اش شنیده بود، نمی‌بیند و از رفتار روستایی و تلاش‌های ناشیانه‌اش برای جلب توجه او چندان تحت تأثیر قرار نمی‌گیرد. اما در سفر به صحرای استرالیا، وقتی می‌بیند که «میک» (نام مستعار دانـدی) چگونه یک گاو آبی را مهار می‌کند، در آیین قبیله‌ای بومیان پیت‌جانت‌جاتجارا شرکت می‌کند، با دستان خالی ماری را می‌کشد، و شکارچیان کانگورو را با این ترفند که گویی کانگورویی به‌سوی‌شان تیراندازی می‌کند، می‌ترساند، شگفت‌زده می‌شود.
صبح روز بعد، وقتی دانـدی با لحن تحقیرآمیزی به او می‌گوید که چون یک «شیلا» (اصطلاح استرالیایی برای داف) است، نمی‌تواند در صحرا دوام بیاورد، سو برای اثبات خلاف آن تنها به راه می‌افتد، ولی به درخواست میک، تفنگش را همراه می‌برد. میک پنهانی دنبال او می‌رود تا مراقب باشد، و وقتی سو در کنار یک بیلابانگ (آبگیر طبیعی) در حال پر کردن بطری آبش است، ناگهان تمساحی بزرگ به او حمله می‌کند. میک جان او را نجات می‌دهد و سو که از شدت قدردانی تحت تأثیر قرار گرفته، به میک علاقه‌مند می‌شود.
سو از میک دعوت می‌کند تا برای ادامهٔ گزارش به نیویورک برود. والی در ابتدا با این پیشنهاد مخالفت می‌کند، اما وقتی می‌شنود که روزنامه تمام هزینه‌ها را پرداخت می‌کند، نظرش عوض می‌شود. در نیویورک، میک از رفتار و آداب محلی سردر نمی‌آورد، اما با موقعیت‌های دشواری مثل روبه‌رو شدن با یک قاچاقچی فحشا و چند سرقت مقابله می‌کند. سو پس از این اتفاقات درمی‌یابد که واقعاً به او علاقه دارد و آن‌ها یکدیگر را می‌بوسند.
در ضیافت شامی که در خانهٔ پدر سو به افتخار بازگشت سالم او و سفر میک برگزار می‌شود، ریچارد به او پیشنهاد ازدواج می‌دهد و سو، که درگیر احساسات متناقضی شده، آن را می‌پذیرد؛ گرچه ریچارد پیش‌تر در حال مستی چهره‌ای خودخواه و بی‌احساس از خود نشان داده بود.
میک که از نامزدی سو دل‌شکسته شده، تصمیم می‌گیرد سفری به سبک صحراگردی معنوی در استرالیا، در آمریکا آغاز کند. اما سو نظرش عوض می‌شود و تصمیم می‌گیرد با ریچارد ازدواج نکند. او به دنبال میک به ایستگاه مترو می‌رود، اما نمی‌تواند از میان جمعیت خود را به او برساند. او پیامی را با کمک مردم به میک می‌رساند، و میک با بالا رفتن از داربست‌ها و سپس راه رفتن روی سر و دستان مردم حاضر در ایستگاه، خود را به سو می‌رساند و او را می‌بوسد. جمعیت با کف زدن و شادی از آن‌ها استقبال می‌کنند.